# Fox Sports 2
Fox Sports 2 (FS2) est une chaîne de télévision payante américaine axée sur le sport, appartenant à Fox Sports Media Group, une division de Fox Corporation. Le siège de la chaîne est situé au Fox Studio Lot, dans la section Century City de Los Angeles, en Californie, au sein du siège de la division Fox Sports.
Le réseau a été fondé sous le nom de Fuel TV le 1er juillet 2003, mettant l'accent sur la culture des sports extrêmes tels que le skateboard, le snowboard, le wakeboard, le motocross, le surf, le BMX et le FMX. Son importance s'est accrue avec l'introduction de la programmation Arts martiaux mixtes de l'UFC en 2012, dans le cadre d'un accord plus vaste avec Fox Sports. Le 17 août 2013, Fuel TV a été rebaptisée Fox Sports 2, se recentrant principalement en tant que chaîne de débordement pour le nouveau réseau sportif grand public Fox Sports 1. La relance de Fuel TV en tant que réseau sœur de FS1 n'a pas bénéficié d'une promotion avancée significative.

## Histoire

### Comme carburant TV
Le concept du réseau a émergé de plusieurs idées de programmation axées sur les sports extrêmes. L'une de ces idées était proposée par Alistair Gosling, fondateur d'Extreme Sports Channel et de la société de distribution et de production Extreme Sports TV. Gosling a transmis ce concept à David Sternberg de Fox Sports Net avec l'objectif d'élargir la couverture des sports extrêmes. Cela s'est concrétisé par l'extension du bloc de programmation existant sur les réseaux sportifs régionaux Fox Sports Net diffusés en début de soirée au début des années 2000 sur les filiales du réseau, comprenant des émissions telles que Blue Torch TV et EX TV. En outre, cela a été complété par des arrangements négociés pour des émissions individuelles, dont New Waves Surf Television et 16MM, ainsi que des idées provenant de la société européenne Extreme Sports Channel, avec la collaboration de CJ Olivares et Lloyd Bryan Adams,.
Un autre terme était le nom du réseau, issu d'un concept développé et lancé par le producteur indépendant Chris Braly. Ce concept prenait la forme d'une émission hebdomadaire régionale mêlant musique et sports extrêmes, débutant le 8 septembre 2001 sur la filiale WB WFLI-TV (chaîne 53, désormais affiliée à CW) à  Chattanooga, Tennessee. Cette émission utilisait le temps d'antenne payant de cette station le samedi soir. Par la suite, News Corporation a ultérieurement acquis le concept et la marque à la fin de l'année 2003. La version hebdomadaire régionale de Fuel TV a diffusé son dernier épisode sur WFLI en septembre de cette même année.
La chaîne câblée et satellite Fuel TV proposait une programmation variée comprenant des séries originales, des événements exclusifs, des films sous licence et des interstitiels créatifs. Les sports extrêmes constituaient à l'origine la majeure partie de la programmation, offrant une combinaison diversifiée de sports, de musique, de programmes de téléréalité, d'actualités sur les sports extrêmes et d'autres contenus, y compris des émissions comiques,.
À partir de la fin de 2011, Fuel TV est devenu le diffuseur officiel de Ultimate Fighting Championship (UFC) dans le cadre d'un accord plus vaste entre Fox et cette promotion d'arts martiaux mixtes. Cet accord comprenait des émissions préliminaires et d'analyse liées à l'UFC, telles que l'émission hebdomadaire UFC Tonight, ainsi que la diffusion de combats sous-cartes pour les événements à la carte de l'UFC. Au cours du second semestre de 2012, la programmation de Fuel TV était exclusivement axée sur les sports de combat, notamment le MMA (arts martiaux mixtes) et la boxe, ainsi que des rediffusions d'émissions de téléréalité provenant de la chaîne sœur, Speed.
Avec la saison de Premier League 2012-2013, Fuel TV a commencé à diffuser des matchs supplémentaires en direct et enregistrés de la Premier League, ce qui a permis à Fox Soccer de disposer de trois chaînes pour diffuser les matchs en direct les jours de match de la Premier League. Ce processus a débuté en mai 2012, lorsque Fuel TV a diffusé l'un des neuf matchs de la dernière journée de la saison de Premier League dans le cadre de l'initiative « Survival Sunday » de Fox Sports, visant à diffuser tous les matchs de la Premier League de cette journée sur les propriétés câblées de la division. En mars 2013, Fuel TV a élargi sa couverture en commençant à diffuser des événements de la Super League et du Championnat de la Rugby Football League (RFL).

### Relance sous le nom de Fox Sports 2
En janvier 2013, en même temps que les informations indiquant que la chaîne Speed serait remplacée par un réseau sportif national connu sous le nom de Fox Sports 1 (officialisé par Fox le 5 mars 2013 pour un lancement le 17 août), des rapports ont émergé selon lesquels Fox avait l'intention de rebaptiser Fuel TV en Fox Sports 2. Ce changement de nom avait été anticipé, et Fox avait officiellement déposé une demande de marque pour le nom le 27 novembre 2012,.
Contrairement au lancement très médiatisé de Fox Sports 1, le remplacement imminent de Fuel TV par Fox Sports 2 s'est déroulé de manière relativement discrète et n'a été annoncé que près d'une semaine avant sa mise en œuvre. La réintroduction de la chaîne sous le nom de Fox Sports 2 a eu lieu le 17 août 2013, simultanément au remplacement de Speed par Fox Sports 1. Au cours de cette transition, la chaîne a élargi son format pour devenir un service sportif grand public, offrant une plus grande diversité de contenus, tout en conservant les sports de combat, tels que les programmes UFC, comme composante essentielle de sa programmation,. L'émission phare de Fuel TV, UFC Tonight, a été transférée sur Fox Sports 1 lors de son lancement.

## La programmation
Fox Sports 2 propose des rediffusions de certains programmes d'information et d'analyse diffusés sur Fox Sports 1. Sa programmation sportive post-UFC comprend une couverture débordement d'événements diffusés par Fox Sports 1, tels que le basketball Big East, le football et le basketball Mountain West, ainsi que des programmes de niveau inférieur qui auraient auparavant été diffusés sur les réseaux Fox Sports Networks. Fox Sports 2 diffuse également en direct certaines courses de la série  ARCA Menards. Une couverture limitée de la Ligue australienne de football a été transférée à Fox Sports 2 depuis Fox Soccer Plus, avec une diffusion simultanée depuis l'Australie via le Seven Network, et une couverture complète de la série State of Origin en direct depuis le Nine Network australien. Cette décision a rencontré un succès auprès des fans aux États-Unis en raison de la croissance de la base de fans pour le football australien dans le pays,. Selon les sites Web de l'Association australienne de football d'Amérique du Nord et de Fox Soccer Plus, Fox Sports a prolongé son accord actuel jusqu'en 2016. Fox Sports 2 a retransmis certains matchs de la saison régulière et des finales, tandis que la majeure partie de la saison 2015 a été diffusée sur Fox Soccer Plus.
Depuis 2019, les émissions liées à l'UFC ne sont plus diffusées sur la chaîne en raison du nouvel accord de l'UFC avec ESPN, qui a débuté la même année. La New York Racing Association joue désormais un rôle significatif dans la programmation diurne de FS2 en diffusant des courses en direct depuis ses pistes sous la bannière "America's Day at the Races". Certaines courses sont également diffusées sur FS1, tandis que les Belmont Stakes, sanctionnés par la NYRA, sont diffusés sur Fox.
En mai 2018, des rapports ont indiqué que, à la suite des réactions négatives des téléspectateurs concernant la préemption d'une partie d'un match de football opposant Washington à Stanford sur FS1 au profit d'une course de la NASCAR Camping World Truck Series sur FS2, Fox avait décidé de privilégier l'utilisation de Fox Business Network à l'avenir pour le débordement Pac-12. Cette décision s'explique par le fait que Fox Business Network bénéficie d'une distribution plus conforme à FS1 et propose uniquement des programmes payants non critiques pendant le week-end,,,.
En 2020, Fox Sports 2 a débuté la diffusion de matchs hebdomadaires de la Major League Rugby, ajoutant ainsi cette compétition à sa programmation. En plus de cela, la chaîne propose des rediffusions du programme de roller derby de 1989 intitulé "RollerGames".

## Voir également
- Renard Sports 1
- Fuel TV (Australie)
- Carburant TV (Portugal)